# Juiaparus punctulatus
Juiaparus punctulatus är en skalbaggsart som först beskrevs av Charles Joseph Gahan 1892.  Juiaparus punctulatus ingår i släktet Juiaparus och familjen långhorningar. Inga underarter finns listade i Catalogue of Life.